# M9 (Armenien)
Die M9 (armenisch: Մ 9) ist eine Hauptstraße in Armenien im Westen des Landes. Die Straße ist eine kurze Nord-Süd-Strecke zwischen Talin und Karakert.

## Geschichte
Es ist unklar, warum die M9 als M-Straße nummeriert ist, da sie kaum Bedeutung hat.

## Orte an der Straße
- Talin
- Karakert